# Mili Avital
Pour les articles homonymes, voir Avital.
Mili Avital (en hébreu : מילי אביטל), née le 30 mars 1972 à Jérusalem, est une actrice et mannequin israélienne.

## Biographie
En 1994, elle joue le rôle de Sha'uri dans le film Stargate, la porte des étoiles. Elle a joué dans la série télévisée Hatufim de 2009 à 2012 dans le rôle de Nurit Halevi-Zach.

## Filmographie

### Cinéma
- 1992 : Me'ever Layam, de Jacob Goldwasser
- 1993 : Groupie, de Nadav Levitan
- 1994 : Stargate, la porte des étoiles (Stargate), de Roland Emmerich : Sha'uri
- 1995 : Dead Man, de Jim Jarmusch
- 1996 : Piège intime (Invasion of Privacy), de Anthony Hickox
- 1997 : Minotaur, de Jonathan Tammuz
- 1997 : The End of Violence, de Wim Wenders
- 1998 : Secrets, mensonge et ... mariages (Polish Wedding), de Theresa Connelly
- 1998 : Animals (Animals with the Tollkeeper), de Michael Di Jiacomo
- 1998 : Une fiancée pour deux (Kissing a Fool), de Doug Ellin
- 1999 : The Young Girl and the Monsoon, de James Ryan (en)
- 2000 : Les Mille et Une Nuits (Arabian Nights), de Steve Barron (TV)
- 2000 : Preston Tylk, de Jon Bokenkamp
- 2001 : Orage aux Bahamas (After the Storm), de Guy Ferland (TV)
- 2001 : 1943 l'ultime révolte (Uprising), de Jon Avnet (TV)
- 2003 : La Couleur du mensonge (The Human Stain), de Robert Benton
- 2004 : Ahava Columbianit, de Shai Kannot
- 2005 : When Do We Eat? (en) de Salvador Litvak
- 2007 : Noodle, de Ayelet Menahemi
- 2024 : Mary de D. J. Caruso : Mariamne

### Télévision
- 1999 : New York, unité spéciale (saison 1, épisode 1) : Marta Stevens
- 2001 : New York, unité spéciale (saison 2, épisode 19) : Ava Parulis/Irina Burton
- 2010 : New York, section criminelle (saison 9, épisode 14) : Lenore Abrigaille
- 2012 : New York, unité spéciale (saison 14, épisode 5) :  Laurie Colfax
- 2015 : New York, unité spéciale (saison 17, épisode 9) : Laurie Colfax